# Південна печера (Росія, Челябінська область)
Південна (рос. Южная) — печера в Челябінській області Росії, на Південному Уралі. Печера горизонтального типу простягання. Загальна протяжність — 536 м. Глибина печери становить 50 м. Категорія складності проходження ходів печери — 1.